# Driss El Asmar
Driss El Asmar (4 dicembre 1975) è un ex calciatore marocchino, di ruolo portiere.

## Carriera

### Club
Ha giocato nel campionato marocchino, svedese e greco.

### Nazionale
Tra il 1993 e il 1998 è sceso in campo 3 volte con la maglia della Nazionale.